# Aleksandr Ostrovski
Aleksandr Ostrovski   (Moscou, 31 de març de 1823 (Julià) - Schelykovo, 2 de juny de 1886 (Julià)), nom complet amb patronímic Aleksandr Nikolàievitx Ostrovski, rus: Алекса́ндр Никола́евич Остро́вский, fou un dramaturg rus, considerat generalment el major representant del període realista rus. Autor de 47 obres originals, Ostrovski "gairebé sense ajuda va crear un repertori nacional de Rússia." Els seus drames són algunes de les peces més àmpliament llegides i freqüentment interpretades a Rússia.

## Vida i obra
Fill d'un gentilhome vingut a menys, oficial de jutjat, va néixer i va créixer al castís barri moscovita de Zamoskovoretxie, poblat per mercaders i petits comerciants, les vides, problemes, costums i llenguatge dels quals va conèixer des de la infància i haurà de reflectir el seu teatre. Després de cursar estudis en un institut públic de Moscou, va ingressar el 1840 a la Facultat de Dret de la Universitat de Moscou a instàncies del seu pare, però, a causa d'un enfrontament amb un professor, va haver d'abandonar en el tercer any de carrera. Es va col·locar de passant en un jutjat mercantil i es va dedicar al mateix temps a l'activitat literària. Va escriure 47 peces originals, 7 amb altres autors i traduir 20 de l'italià, l'espanyol, del francès, de l'anglès i del llatí.
La seva primera publicació data de 1847: una comèdia costumista, Estampa de felicitat familiar, que marca ja el camí que seguirà el jove autor. A l'any següent va publicar Apunts d'un habitant de Zamoskvoretxie, la qual cosa el va consolidar ocm un autor costumista d'esmolada ploma i visió crítica de la societat contemporània.
En la història de la literatura russa Ostrovski ha quedat com el creador del teatre costumista rus i fundador, juntament amb Gógol i Fonvizin, del teatre nacional. Coneixia profundament la vida real de la classe mitjana, els mercaders i petits burgesos i va sotmetre a despietada crítica el seu desmesurat afany de lucre, la seva brutalitat i obscurantisme, la supèrbia i la ignorància, la desaprensió i la mentida al servei d'un única finalitat: els diners. Va tenir problemes amb la censura i diverses de les seves obres van ser prohibides. Els seus personatges tenen una força especial, per estar extrets de la vida mateixa, ja que Ostrovski va prendre els temes i els personatges dels arxius dels jutjats on treballava i, no content amb això, fins i tot va denunciar la corrupció de la justícia i la humiliació i el menyspreu de què són objecte els actors i especialment les actrius per part dels nous rics.
De la seva considerable obra dramàtica, les peces de major renom són La fallida, també titulada Entre propis camina el joc,1847, que descriu les maquinacions d'una fallida fraudulenta per no pagar als creditors; No et pugis al carro aliè, 1852, on l'autor carrega contra els mercaders convertits en nous rics; la pobresa no és ofensa, magnífica representació del dèspota que terroritza a la família; El bosc, 1871, on es descriu el drama dels còmics itinerants; La nena de les neus, de 1879, drama líric inspirat en el folklore, una excepció dins l'obra de l'autor; Talents i admiradors, de 1882, d'ambient teatral, amb una actriu jove i honesta com a protagonista principal, personatge carregat d'amargor i dramatisme, Culpables d'innocència, de 1884, ambientada així mateix en el món del teatre; La tempesta, drama amorós d'una dona jove i la seva obra més coneguda, la de major dramatisme; Llops i anyells , El dineral, No Tots els dies són festa, El millor escrivà fa una esborrall, Cor ardent, El cor no és de pedra, drama d'una dona que es rebel·la contra el seu entorn social; Un negoci lucratiu , 1857, drama que denuncia l'extorsió i suborn que regnen als jutjats; La núvia sense dot (Bespridànnitsa), obra de tremend dramatisme que relata la humiliació d'una dona venuda en matrimoni, etcètera.
També va conrear el teatre en vers de tema històric amb menys fortuna, amb obres com Dmitri l'Impostor, de 1867; Vassili Xuiski,Kozma Minin i altres. Com a hispanista és autor d'un interessant assaig sobre l'obra de Lope de Vega El millor alcalde, el Rei, de 1877. Traductor de les obres de Shakespeare i Pedro Calderón de la Barca, entre d'altres, va fundar la Societat de Dramaturgs i Compositors Russos (1874) i la Societat Artística Moscovita (1865). Va ser Director de Repertori del Teatre Nacional Dramàtic Mali de Moscou, excel·lent director d'escena i crític teatral. La seva obra completa ocupa deu volums.

## Traduccions al català
- La Gropada : Drama en cinc actes i sis quadros / Traducció de Narcís Oller Biblioteca Popular de L'Avenç; 119. Barcelona : L'Avenç, 1911
- La nena de neu. El Pou de Lletres. Manresa, núm. J/10 (1998, Estiu), p. 38-39. Traducció del rus: Clara Prat